# Michael Klöckner
Michael Klöckner (ur. 10 czerwca 1955 w Bad Kreuznach) – niemiecki działacz polityczny i dziennikarz, poseł do Parlamentu Europejskiego II kadencji.

## Życiorys
Mieszkał w Berlinie, podejmował nieukończone ostatecznie studia. Działał jako dziennikarz skrajnie lewicowego periodyku Radikal. Związał się z ruchem Berliner Autonomen, należał także do władz stowarzyszenia Zeitungskooperative e.V. Został skazany na 2,5 roku pozbawienia wolności za promowanie organizacji terrorystycznej na łamach prasy. Przed więzieniem uchronił go immunitet europarlamentarzysty, podobnie jak wybranego w tych samych wyborach współpracownika Benedikta Härlina. Ostatecznie w 1990 wyrok ten został uchylony przez Bundesgerichtshof. W 1984 uzyskał mandat deputowanego do Parlamentu Europejskiego z listy Zielonych (z którymi wkrótce popadł w konflikt, jednak pozostał członkiem ugrupowania). Przystąpił do Grupy Tęcza, został członkiem Komisji ds. Młodzieży, Kultury, Edukacji, Informacji i Sportu oraz Komisji ds. Kontroli Budżetu. W 1989 nie kandydował ponownie.
Przez wiele lat związany nieformalnie z piosenkarką Marianne Rosenberg, ma z nią syna.